# Theo Reinhardt
Theo Reinhardt   (Berlín, 17 de setembre de 1990) és un ciclista alemany ja retirat que combinava la pista amb la carretera. Va participar en dos Jocs Olímpics.

## Palmarès en pista
- 2014
  -  Campió d'Alemanya en Persecució per equips (amb Kersten Thiele, Henning Bommel i Nils Schomber)
- 2015
  -  Campió d'Alemanya en Persecució per equips (amb Domenic Weinstein, Henning Bommel i Nils Schomber)
- 2017
  -  Campió d'Alemanya en Madison (amb Kersten Thiele)
  -  Campió d'Alemanya en Persecució per equips (amb Domenic Weinstein, Lucas Liß i Kersten Thiele)
- 2019
  -  Campió d'Alemanya en Persecució per equips
  -  Campió d'Alemanya en Madison
  -  Campió d'Alemanya en puntuació
- 2022
  -  Campió d'Alemanya en Persecució per equips
  -  Campió d'Alemanya en Madison
- 2023
  -  Campió d'Alemanya en Persecució per equips

## Palmarès en ruta
- 2011
  - Vencedor d'una etapa al Tour de Berlín
- 2013
  - Vencedor d'una etapa a la Okolo jižních Čech
- 2017
  - Vencedor d'una etapa a la Dookoła Mazowsza